# Слобозија (Чуреа)
Слобозија (рум. Slobozia) насеље је у Румунији у округу Јаши у општини Чуреа. Oпштина се налази на надморској висини од 353 m.

## Становништво
Према подацима из 2011. године у насељу је живело 516 становника.